# آلدای الانی

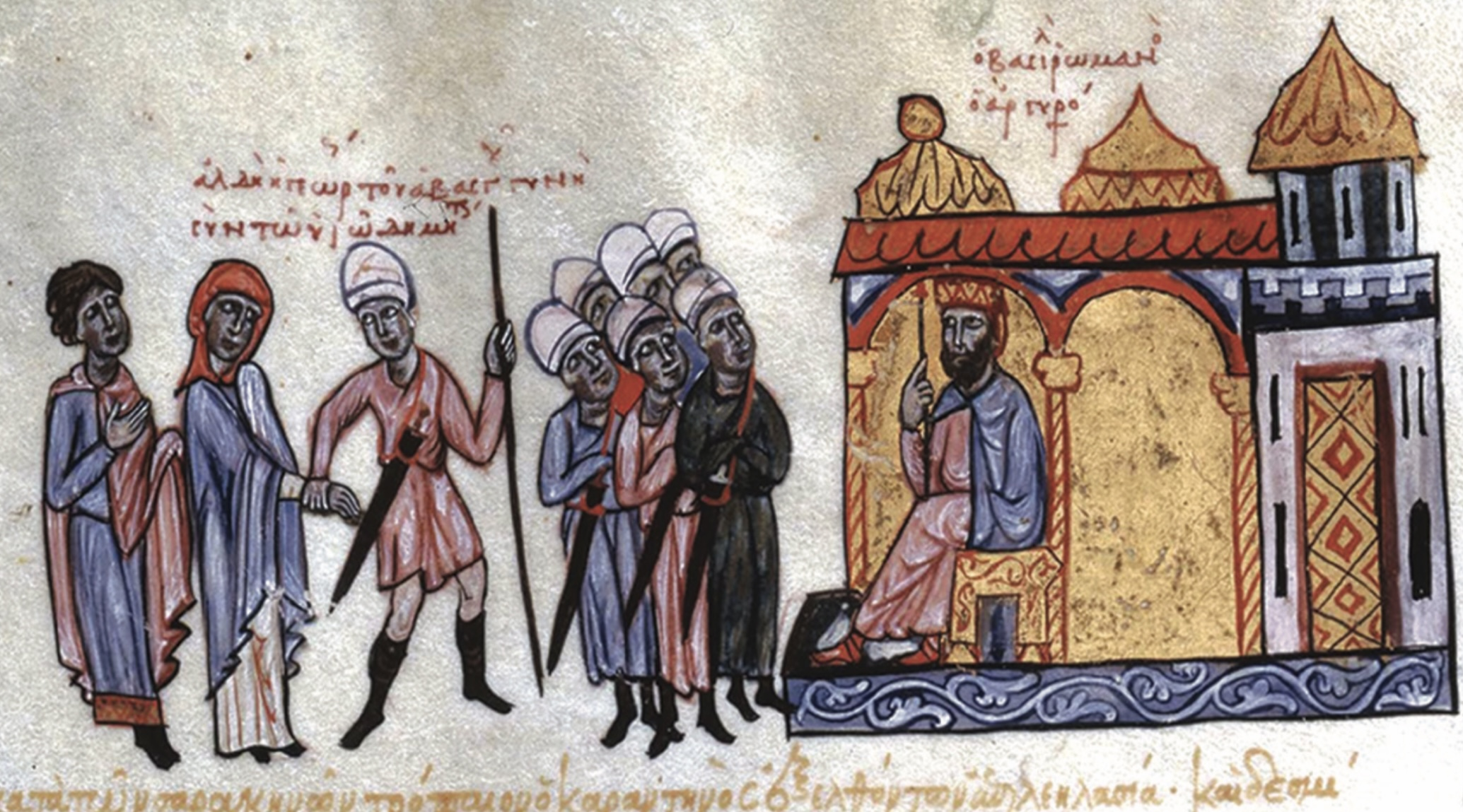
آلدا و پسرش، دمیتری، در سمت چپ تصویر، در حال ملاقات با امپراتور بیزانس. تاریخ اسکایلیتزس.

آلدا (گرجی: ალდა) یا آلده (گرجی: ალდე) یک شاهدخت اَلانی قفقازی در قرن یازدهم و همسر دوم پادشاه جرج اول گرجستان (حکومت ۱۰۱۴–۱۰۲۷) بود. این زوج صاحب یک پسر به نام دمیتری شدند که نقش مهمی در ناآرامی‌های داخلی گرجستان در زمان سلطنت برادر ناتنی خود باگرات چهارم ایفا کرد.
«همسر دوم» جرج اول توسط تواریخ قرون وسطایی گرجستان در بخشی مربوط به تلاش بیهوده یک گروه نجیب‌زاده برای ارتقای پسرش، که در نیو آتوس در سواحل آبخاز زندگی می‌کرد، به تاج و تخت گرجستان پس از مرگ جرج ذکر شده است. پس از آن، دمیتری به بیزانسی‌ها پیوست و آناکوپیا را به رومانوس سوم (حدود ۱۰۳۳) تسلیم کرد. در همان بخش، از او به عنوان «دختر پادشاه اوستی‌ها» یاد می‌شود که «اوستی‌ها» نامی گرجی برای آلان‌ها است. نام او آلدا (یونانی: Ἀλδή) از منابع معاصر امپراتوری بیزانس شناخته شده است. جان اسکایلیتزس، با تأیید سالنامه‌های گرجستان، گزارش می‌دهد که آلدا، "همسر جرج… از نژاد الان قلعه بسیار مستحکم آناکوپیا را به امپراتوری تسلیم کرد که به پسرش دمیتری عنوان استاد مناصب را اعطا کرد.
از آنجایی که هیچ اشاره مستقیمی به طرد همسر اول جرج، ماریام، در تواریخ گرجستان یافت نمی‌شود، برخی از مورخان مانند ماری-فلیسیته بروسه، آلدا را صیغه می‌دانند، اما مشروعیت ازدواج جرج با آلدا در منابع معاصر زیر سؤال نمی‌رود. پس از بازگشت ماریام به قدرت پس از مرگ جرج و رسیدن او به مقام نایب‌السلطنه برای پسر خردسالش باگرات چهارم، آلدا و پسرش دمیتری به امپراتوری بیزانس گریختند. دمیتری تقریباً دو دهه را در تلاش برای تصرف تاج و تخت گرجستان گذراند و در این مبارزه از حمایت دوک قدرتمند لیپاریت چهارم کلدکاری و بیزانسی‌ها برخوردار بود. او حدود سال ۱۰۵۳ درگذشت. پس از این، طبق گفته مورخ گرجی قرن هجدهم، شاهزاده واخوشتی، نوه دمیتری، دیوید، توسط مادربزرگش (یعنی آلدا، که نامش ذکر نشده است) به الانستان برده شد، جایی که فرزندان او رشد کردند و یک نسل «سلطنتی» محلی را ایجاد کردند که داویت سوسلان، همسر دوم ملکه ملکه تامار (حکومت ۱۱۹۴–۱۲۱۳) از آن نسل بود.